# The Queen in Australia
Pour plus de détails, voir Fiche technique et Distribution.
The Queen in Australia est un film documentaire australien réalisé par Stanley Hawes (en), sorti en 1954.
Il retrace la première visite de la reine Élisabeth II en Australie pendant sa tournée du Commonwealth de 1953-1954. Il s'agit du premier film en couleur réalisé en Australie, avec un budget de plus de 73 000 livres australiennes.

## Synopsis
Le documentaire relate la visite d'Élisabeth II en soulignant les atouts naturels et l'importance croissante de l'Australie dans le monde, ses terres et ses paysages, son industrie, et sa loyauté envers la Couronne. Le film montre notamment la jeune reine ouvrant le Parlement à Canberra, assistant aux courses hippiques du Royal Randwick Racecourse (en) et à des épreuves de sauvetage sportif sur la plage de Bondi ou adressant un message radiophonique aux personnes isolées prises en charge par le Royal Flying Doctor Service,. D'autres moments importants de la visite sont également retransmis, parmi ceux-ci figurent l'arrivée du navire SS Gothic (en) de la Royal Navy dans le port de Sydney, la participation de la souveraine à un test cricket à Adélaïde et à une partie de tennis à Melbourne, et les expositions organisées dans plusieurs villes.

## Fiche technique
Sauf indication contraire, les informations mentionnées dans cette section peuvent être confirmées par la base de données cinématographiques IMDb,  présente dans la section « Liens externes ».
- Titre original : The Queen in Australia
- Réalisation : Stanley Hawes (en)

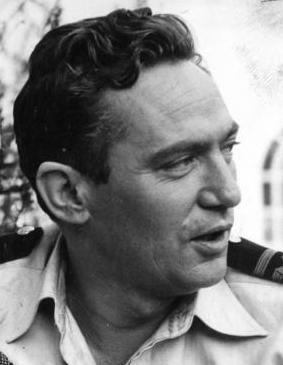
L'acteur Peter Finch (1955) assure la narration du documentaire au côté de l'animateur.

- Narration : Peter Finch et Wilfrid Thomas (en)
- Musique : Charles Mackerras et Joseph Post (en)
- Production exécutive : Stanley Hawes (en)
- Production associée : Jack S. Allan
- Société de production : Australian National Film Board
- Partenaire : gouvernement de l'Australie[1]
- Budget : 73 060 A£[5]
- Pays de production :  Australie
- Langue originale : anglais
- Format : couleur (Ferraniacolor)
- Genre : documentaire
- Durée : 68 minutes
- Date de sortie : 1954

## Autour du film

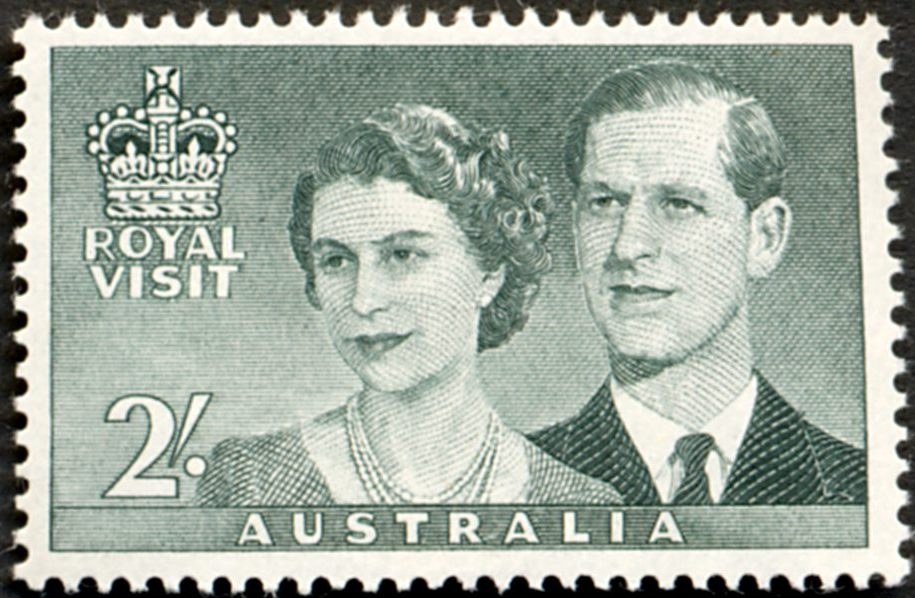
Un timbre australien représentant la reine Élisabeth II et le duc d'Édimbourg à l'occasion de leur visite en 1954.

En 1954, Élisabeth II est le premier monarque régnant à poser le pied sur le sol australien, accompagnée de son époux, le duc d'Édimbourg. Malgré les changements survenus dans le monde après-guerre, le film entend montrer la fierté de l'Australie d'appartenir au Commonwealth et l'affection profonde des citoyens pour leur monarque. Le documentaire rapporte 37 000 livres australiennes au box-office.
The Queen in Australia est le premier film en couleur réalisé en Australie. Il est tourné par un total de seize caméramans, qui filment la reine dans chacun de ses déplacements, durant les deux mois de sa visite officielle. Monarchiste, le réalisateur Stanley Hawes (en) ne souhaite pas restreindre son documentaire à « un simple enregistrement de la tournée » : il veut montrer l'évolution d'une démocratie progressiste et moderne et « présenter l'Australie dans un contexte royal, plutôt que la royauté dans un contexte australien ».
Dès octobre 1953, Stanley Hawes et Jack S. Allan parcourent plus de 8 000 milles à travers l'Australie, et rencontrent les représentants des différents États, pour obtenir les autorisations de tournage, déterminer les positions des caméras et établir un plan d'action. Le transport et l'hébergement des équipes sont également organisés à cette occasion. En outre, le réalisateur peine à constituer un stock de pellicules en nombre suffisant. Celles-ci ne pouvant être traitées directement en Australie, elles sont envoyées à Londres au fur et à mesure de la visite de la reine pour le montage du film ; une fois achevé, celui-ci est expédié à Sydney. Comme Stanley Hawes l'avait promis à la reine, une copie est envoyée au palais de Buckingham pour une projection spéciale au prince Charles et à la princesse Anne. Le service d'information du gouvernement australien diffuse également le documentaire aux États-Unis et au Canada,.